# Vasishtha
Vasishtha (sanskrit वशिष्ठ, IAST Vaśiṣṭha) är en av de äldsta och mest omhuldade bland vediska rishin. Han är en av de sju Saptarishi enligt Shatapatha Brahmana och Brihadaranyaka Upanishad. Vasishtha anses som huvudförfattare till Mandala 7, den sjunde boken i hymnsamlingen Rigveda. och benämns som den förste vise under Vedanta enligt Adi Shankara. Vashishtha och hans familj omnämns i senare delar av Rigveda och i många andra rigvediska och vediska texter.
Vasishtha anses vidare vara författare till Yoga Vashishtha, Vashishtha Samhita och några av versionerna av mahapuranas Agni Purana och Vishnu Purana. Yoga Vasistha är disponerad som ett samtal mellan Vasistha och prins Rama och består av sex böcker
Han är föremål för många mytologiska berättelser, till exempel att han har en gudomlig ko, Kamadhenu, och dess kalv Nandini. Kamadhenu kan ge vad som helst till sin ägare. Vasishtha är också omtalad för sina många konflikter med kungen och rishin Vishvamitra.

## Karlavagnen

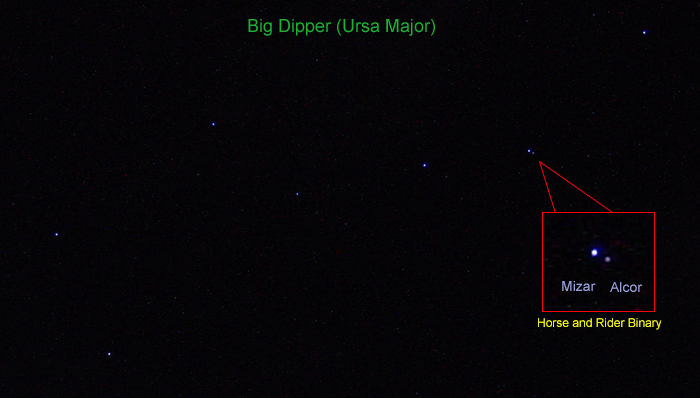
I äldre indisk astronomi är Mizar och Alcor i Karlavagnen kända under namnen Vasishtha och Arundhati.

Mizar och Alcor i Karlavagnen är i äldre indisk astronomi kända under namnen Vasishtha och Arundhati. Bland hinduer har bruden visats på stjärnan Arundhati efter giftermålet, som en symbol för dygd och hängivenhet.

## Etymologi
Vashishtha stavas även Vasiṣṭha och är Sanskrit för “bäst”, eller “mest framstående””. Enligt Monier-Williams stavas namnet ibland  Vashishtha or Vashistha, något som kan anses felaktigt, utifrån namnet härledning.

## Platser som tillägnats Vasishtha
Det finns en ashram som är tillägnad Vashishtha iden indiska staden Guwahati. Denna ashram är en stor turistattraktion.
I Vashisht i den indiska delstaten Himachal Pradesh finns ett tempel som är tillägnat Vasistha. 
Vid Shivpuri, 18 kilometer från Rishikesh ligger vid Ganges strand en grotta som sägs ha varit vinterviste för Vasishtha, som kallas  Vasishthas grotta. Där finns numera ett tempel tillägnat Shiva.
Vid Arattupuzha I Thrissur-distriktet i Kerala ligger Arattupuzha-templet där Vasishtha tillbeds som en av de högsta gudarna. Vid tempelfestivalen Arattupuzha Pooram kommer Sri Rama från Thriprayar-templet för att visa sin aktning för Guru Vasishtha.